# Astragalus aucheri
Astragalus aucheri es una especie de planta herbácea perteneciente a la familia de las leguminosas. Es originaria de Asia y del Oriente Próximo.
Es un arbusto perennifolio que se encuentra en Turquía e Irán

## Taxonomía
Astragalus aucheri fue descrita por Pierre Edmond Boissier y publicado en Diagnoses Plantarum Orientalium Novarum, ser. 1, 1(2): 46. 1843.
Etimología
Astragalus: nombre genérico derivado del griego clásico άστράγαλος y luego del Latín astrăgălus aplicado ya en la antigüedad, entre otras cosas, a algunas plantas de la familia Fabaceae, debido a la forma cúbica de sus semillas parecidas a un hueso del pie.
aucheri: epíteto otorgado en honor del botánico francés Pierre Martin Remi Aucher-Eloy.